# Metsovo
Metsovo (řecky Μέτσοβο, arumunsky Aminciu, albánsky Meçovë) je město v Řecku, v kraji Epirus, východně od Ioannina v pohoří severního Pindu. Žijí zde Arumuni (Valaši).

## Dějiny
První důkazy o osídlení pocházejí z 10. století, kdy se zde usadili pastýři, pravděpodobně již tehdy románští arumuni. První zmínka o městě je z 14. stol. Původ jména může být slovanský (město mrzoutů), nebo řecký (od mesovunion-mezi horami), nebo přímo latinský, neboť arumunský název Aminciu pochází nejspíše od slova amicus-přítel), který mohl být později pořečtěn na Metsovo. Místní obyvatelstvo se vždy považovali za řecké. V osmanském období bylo Metsovo velmi významným obchodním městem, místní lidé byli vzdělaní podnikatelé a také pastýři. V 18. století zde žilo okolo 2 500 obyvatel. Pocházeli odsud filantropové a podporovatelé řecké války za nezávislost, např. Jorgos Averoff a Michail Tositsas. V roce 1941 zde Italové vytvořili fašistický arumunský stát.[zdroj?]

## Současnost
Dnes je Metsovo malým klidným městem, žije zde 4 500 obyvatel. Vyrábějí se zde známé sýry typu metsovane a metsovelas.